# Izabela Burczyk
Izabela Burczyk (ur. 29 czerwca 1972 w Tczewie) – polska pływaczka, instruktorka, olimpijka z Atlanty 1996.

Czołowa polska zawodniczka w stylu grzbietowym. Wielokrotna rekordzistka Polski zarówno na basenie 25 m, jak i 50 m.

## Osiągnięcia
- 1987
  - 1. miejsce w mistrzostwach Polski na 100 m stylem grzbietowym
  - 1. miejsce w mistrzostwach Polski na 200 m stylem grzbietowym
- 1988
  - 1. miejsce w mistrzostwach Polski na 100 m stylem grzbietowym
  - 1. miejsce w mistrzostwach Polski na 200 m stylem grzbietowym
- 1989
  - 1. miejsce w mistrzostwach Polski na 100 m stylem grzbietowym
- 1990
  - 1. miejsce w mistrzostwach Polski na 100 m stylem grzbietowym
  - 1. miejsce w mistrzostwach Polski na 200 m stylem grzbietowym
- 1994
  - 6. miejsce w mistrzostwach Europy na 50 m stylem grzbietowym
  - 1. miejsce w mistrzostwach Polski na 50 m stylem grzbietowym
  - 1. miejsce w mistrzostwach Polski na 100 m stylem grzbietowym
  - 1. miejsce w mistrzostwach Polski na 200 m stylem grzbietowym
- 1995
  - 8. miejsce w mistrzostwach Europy na 200 m stylem grzbietowym
  - 1. miejsce w mistrzostwach Polski na 100 m stylem grzbietowym
  - 1. miejsce w mistrzostwach Polski na 200 m stylem grzbietowym
- 1996
  - 19. miejsce na igrzyskach olimpijskich na 200 m stylem grzbietowym
  - 1. miejsce w mistrzostwach Polski na 50 m stylem grzbietowym
  - 1. miejsce w mistrzostwach Polski na 100 m stylem grzbietowym
  - 1. miejsce w mistrzostwach Polski na 200 m stylem grzbietowym
- 1997
  - 6. miejsce w mistrzostwach Europy na 100 m stylem grzbietowym
  - 1. miejsce w mistrzostwach Polski na 50 m stylem grzbietowym
  - 1. miejsce w mistrzostwach Polski na 100 m stylem grzbietowym
  - 1. miejsce w mistrzostwach Polski na 200 m stylem grzbietowym
- 1998
  - 1. miejsce w mistrzostwach Polski na 50 m stylem grzbietowym
  - 1. miejsce w mistrzostwach Polski na 100 m stylem grzbietowym
  - 1. miejsce w mistrzostwach Polski na 200 m stylem grzbietowym

## Rekordy życiowe
- Basen 25 m
  - 50 m stylem grzbietowym – 29,29 (uzyskany 28 marca 1998 w Koszalinie)
  - 100 m stylem grzbietowym – 1.02,72 (uzyskany 12 grudnia 1998 Sheffield)
  - 200 m stylem grzbietowym – 2.12,35 (uzyskany 29 marca 1998 w Koszalinie)
- Basen 50 m
  - 50 m stylem grzbietowym – 30,44 (uzyskany 29 maja 1998 w Oświęcimiu)
  - 100 m stylem grzbietowym – 1.03,56 (uzyskany 21 sierpnia 1997 w Sewilli)
  - 200 m stylem grzbietowym – 2.15,95 (uzyskany 2 marca 1996 w Oświęcimiu)